# Томодзуру (миноносец, 1933)
Томодзуру (яп. 友鶴) — японский миноносец типа «Тидори», состоявший на вооружении Императорского флота Японии. Печально прославился тем, что 12 марта 1934 года во время учений попал в шторм и перевернулся, вследствие чего в Императорском флоте Японии начались массовые проверки кораблей на возможные ошибки конструкторов при определении остойчивости судов. Был восстановлен и после серии модификаций брошен в бой. Участвовал в битве за Филиппины и в операции в Голландской Ост-Индии как корабль сопровождения.

## Служба

### Ранние годы и инцидент
Корабль заложен на стапелях верфи в Майдзуру 13 октября 1931 года. Спущен на воду 1 апреля 1933 года, 20 ноября введён в эксплуатацию. С февраля 1934 года состоял в 21-й флотилии миноносцев в Сасебо.
12 марта 1934 года в 1:00 ночи «Томодзуру» покинул порт Сасебо для ночных учений совместно с лёгким крейсером «Тацута» и миноносцем «Тидори». В 3:25 из-за сильного шторма командир крейсера «Тацута» приказал миноносцам возвращаться на базу. Радиосвязь с «Томодзуру» была потеряна в 3:58, а в 4:12 из вида исчезли световые огни «Томодзуру», вследствие чего многие предположили, что судно совершило оверкиль. Днём в 14:05 вылетел спасательный самолёт, который обнаружил дрейфующий миноносец. В результате трагедии погибли 97 человек. 13 марта 1934 года «Томодзуру» отбуксировали обратно в Сасебо с помощью «Тацуты».
Расследование показало, что причиной трагедии стала плохая остойчивость судна, вызванная попытками японцев обойти установленные международными морскими соглашениями ограничения на суммарное водоизмещение флота. Японцы пытались втиснуть в корабли водоизмещением 600 т вооружение эсминца в два раза большего водоизмещения. После спуска головного корабля его центр тяжести оказался выше, чем ожидалось, и были предприняты некоторые попытки это исправить. На ходовых испытаниях была выявлена плохая остойчивость, которую пытались улучшить путём добавления надстроек к килю. «Тидори» всё же успешно прошёл испытания и был принят на вооружение, после чего по этим требованиям были достроены и остальные корабли вместе с «Томодзуру». На момент потери на борту «Томодзуру» было мало запасов топлива и воды, которые могли бы послужить балластом и сместить центр тяжести вниз, но ситуация оказалась ещё более плачевной, чем на испытаниях, в связи с чрезмерной перегрузкой боеприпасами.

### Проверки на кораблях
Окончательной причиной гибели «Томодзуру» назвали малую метацентрическую высоту. Был образован комитет при Императорском флоте Японии, который проверял остойчивость всех кораблей. В результате проверки выяснилось, что плохая остойчивость была также на авианосцах «Рюдзё» и «Рюхо», крейсерах типа «Могами», эсминцах типов «Фубуки», «Акацуки» и «Хацухару», минных заградителях «Яэяма», «Сиратака», «Ицукусима» и типах заградителей «Нацусима» и «Цубаме», тральщиках типов W1 и W13 и охотниках за подводными лодками типа CH1. В итоге японский взгляд на стабильность и остойчивость кораблей подвергся серьёзным сомнениям, и дизайн всех последующих японских кораблей был изменён: надструктуры уже имеющихся кораблей сократили, а проекты изменили в 1934—1935 годах. Так, полному пересмотру подверглись крейсера типа «Могами».

### Война
После ремонта и перепланировки корабль вернулся на службу, приняв участие в японо-китайской войне и войне на Тихом океане. Участвовал в прикрытии высадки в голландские владения в Новой Гвинее в апреле 1942 года, нёс службу в проливах Банда в июле того же года. Кормовое орудие во время войны заменили на 25-мм зенитное орудие Тип 96, которых к концу войны на борту «Томодзуру» было 10. Число глубинных бомб выросло до 48. 24 марта 1945 года миноносец затонул у Окинавы после авианалёта американской палубной авиации.